# Zamieszki na meczu Dinamo – Crvena zvezda
Zamieszki na meczu Dinamo – Crvena zvezda – walki pomiędzy kibicami Dinama Zagrzeb i Crvenej zvezdy, które miały miejsce 13 maja 1990 na stadionie Maksimir w Zagrzebiu podczas meczu między tymi zespołami. O incydencie stało się głośno, ponieważ wydarzył się zaledwie kilka tygodni po pierwszych wielopartyjnych wyborach, w których zwyciężyła partia dążąca do niepodległości Chorwacji. Rezultatem bójek było 60 rannych osób.

## Stan przed walką
Napięcie między obydwoma klubami zawsze było silne. Były to jedne z najpopularniejszych klubów Jugosławii. W 1990 roku relacje między obydwoma klubami nabrały jeszcze silniejszego charakteru, spowodowanego rosnącymi napięciami w kraju. Pierwsze wolne wybory odbyły się w większości republik Jugosławii, czego wynikiem było wyparcie komunizmu przez partie narodowe. Druga tura wyborów w Chorwacji odbyła się 6 maja, kiedy to wygrała Chorwacka Wspólnota Demokratyczna pod wodzą Franjo Tuđmana. Słowenia i Chorwacja pod wodzą nowych liderów zmierzały do przekształcenia Jugosławii w konfederację, lecz nie pod wodzą Serbii, rządzonej przez Slobodana Miloševicia.
Około 3 tysięcy Delije („herosi” – fani Crvenej zvezdy) zorganizowało wyjazd do Zagrzebia. Grupie przewodził Željko Ražnatović, serbski ultranacjonalista. Na trybunach zgromadziło się między 15 a 20 tys. kibiców.

## Starcie
Jeszcze kilka godzin przed meczem na ulicach Zagrzebia rozpoczęły się walki między kibicami obydwu klubów. Jednakże apogeum miało miejsce na samym obiekcie stadionu Maksimir. Delije na swoim sektorze rozpoczęli demolowanie reklam okalających sektor i kierowanie szczątków tychże w stronę kibiców Dinama. W stronę kibiców z Zagrzebia poleciały także siedzenia i noże. Kibice z Belgradu zaczęli śpiewać „Zagrzeb jest serbski” oraz ”Zabijemy Tuđmana”.
Pośród całego tego chaosu, kilku piłkarzy Dinama przebywało nadal na boisku, a gracze Crvenej zvezdy udali się do szatni. Zvonimir Boban, kapitan Dinama, zaatakował kopnięciem policjanta, który atakował kibica Dinama. Przez ten czyn Boban stał się narodowym bohaterem, a przez Serbów uznany został za chorwackiego nacjonalistę. Jugosłowiański Związek Piłki Nożnej zawiesił piłkarza na 6 miesięcy oraz wystosował oskarżenie karne w stosunku do niego.

## Skutki
Zajścia dały początek końcowi jugosłowiańskiej ligi piłki nożnej. Były również symbolicznym początkiem chorwackiej wojny o niepodległość oraz bywają interpretowane jako wyraz odwiecznych animozji pomiędzy dwoma narodami.